# Mark Abley
 (février 2021).
Si vous disposez d'ouvrages ou d'articles de référence ou si vous connaissez des sites web de qualité traitant du thème abordé ici, merci de compléter l'article en donnant les références utiles à sa vérifiabilité et en les liant à la section « Notes et références ».
Mark Abley est un poète, journaliste, écrivain de chroniques de voyages et éditeur canadien né dans le Warwickshire le 13 mai 1955.

## Biographie
Il passe le plus clair de sa jeunesse à Saskatchewan et Alberta. Entre 1975 et 1978, il est étudiant à la St John's College d'Oxford. Sa carrière en indépendant est précoce et fait de lui un éditeur associé de Maclean's and Saturday Night, mais il contribue régulièrement avec le Times Literary Supplement, CBC Radio's Ideas et The Canadian Forum en tant que pigiste vacataire. Il travaille ensuite pendant 16 ans à la Gazette de Montréal en faisant des interviews, en étant rédacteur critique de livres et revues et chroniqueur littéraire. Durant cette période, il publie deux recueils de poésie, The Text of an Illustrated Children's Story, et deux livres basés sur des faits réels. Il fut écrivain et éditeur pour l'émission Creative Non-Fiction au Banff Centre for the Arts.
En 2003 il se remet à l'écriture à titre indépendant. Son ouvrage Spoken Here: Travels Among Threatened Languages (Parlez-vous boro ? Voyage aux pays des langues menacées) devient un bestseller au Royaume-Uni et a été traduit en plusieurs langues. En 2005 on lui a attribué une bourse Guggenheim pour faire des recherches sur un livre en rapport avec l'évolution des langues et l'avenir. Ce livre fut édité courant printemps 2008.
Mark Abley vit avec sa femme et ses deux filles dans la banlieue de Montréal.

## Publications
- Spoken Here: Travels Among Threatened Languages.
  - (fr) Parlez-vous boro ?, Éditions du Boréal, 2005  (ISBN 2-7646-0399-1), traduction Dominique Fortier.
- Toronto: Random House of Canada, 2003.
- Ghost Cat (Le Spectre-chat), Toronto, Groundwood Books, 2001.
- Stories From the Ice Storm (L'Histoire des tempêtes de glace), éd., Toronto, McClelland & Stewart, 1999.
- Glasburyon, Kingston, Ontario, Quarry Press, 1994.
- Blue Sand, Blue Moon (Sable azur, lune bleue), Dunvegan, Ontario, Cormorant, 1988.

## Récompenses
- Prix Trust pour Non-Fiction, 2004.
- Grand Prix du Livre de Montréal, 2003.
- Torgi Prize for children's fiction, 2002.
- Récompense du National Newspaper dans la catégorie « critical writing », 1996.
- Prix de journalisme pour reportage international, 1992.
- Eric Gregory Award, 1981